# 사우스 파크의 에피소드 목록
다음은 코미디 센트럴에서 방영되고 있는 《사우스 파크》의 에피소드 목록이다. 《사우스 파크》의 시초는 1992년에 트레이 파커와 맷 스톤이 콜로라도 대학교에 다닐 때 만들었던 단편 애니메이션 《크리스마스의 정신》 (The Sprite of Chrsitmas)이다. 《사우스 파크》는 1997년 8월 13일부터 방영되기 시작하였으며, 2016년 12월 7일에 20시즌의 에피소드 방영이 종결되었다.
2008년 4월 23일까지 총 174개의 에피소드가 방영되었다. DVD는 10시즌까지 미국(지역코드 1)에서 발매되었고, 6시즌까지 유럽(지역코드 2)에서 발매되었다. 《극장판 사우스 파크》는 시즌 3이 방영중이던 1999년 6월 30일에 개봉하였다.
이 목록은 각 에피소드가 방영된 순서대로 배열되어 있다. 시즌 8까지의 에피소드는 검열 등 다양한 문제로 인해 실제 제작된 순서와 방영된 순서가 정확하게 일치하지 않는다.

## 시리즈 개요
| 시즌 | 시즌 | 회수 | 방송 날짜       | 방송 날짜        |
| 시즌 | 시즌 | 회수 | 시즌 시작       | 시즌 종료        |
| ---- | ---- | ---- | --------------- | ---------------- |
|      | 1    | 13   | 1997년 8월 13일 | 1998년 2월 25일  |
|      | 2    | 18   | 1998년 4월 1일  | 1999년 1월 20일  |
|      | 3    | 17   | 1999년 4월 7일  | 2000년 1월 12일  |
|      | 4    | 17   | 2000년 4월 5일  | 2000년 12월 20일 |
|      | 5    | 14   | 2001년 6월 20일 | 2001년 12월 12일 |
|      | 6    | 17   | 2002년 3월 6일  | 2002년 12월 11일 |
|      | 7    | 15   | 2003년 3월 19일 | 2003년 12월 17일 |
|      | 8    | 14   | 2004년 3월 17일 | 2004년 12월 15일 |
|      | 9    | 14   | 2005년 3월 9일  | 2005년 12월 7일  |
|      | 10   | 14   | 2006년 3월 22일 | 2006년 11월 15일 |
|      | 11   | 14   | 2007년 3월 7일  | 2007년 11월 14일 |
|      | 12   | 14   | 2008년 3월 12일 | 2008년 11월 19일 |
|      | 13   | 14   | 2009년 3월 11일 | 2009년 11월 18일 |
|      | 14   | 14   | 2010년 3월 17일 | 2010년 11월 17일 |
|      | 15   | 14   | 2011년 4월 27일 | 2011년 11월 16일 |
|      | 16   | 14   | 2012년 3월 14일 | 2012년 11월 7일  |
|      | 17   | 10   | 2013년 9월 25일 | 2013년 12월 11일 |
|      | 18   | 10   | 2014년 9월 24일 | 2014년 12월 10일 |
|      | 19   | 10   | 2015년 9월 16일 | 2015년 12월 9일  |
|      | 20   | 10   | 2016년 9월 14일 | 2016년 12월 7일  |
|      | 21   | 10   | 2017년 9월 13일 | 2017년 12월 6일  |
|      | 22   | 10   | 2018년 9월 26일 | 2018년 12월 12일 |
|      | 23   | 10   | 2019년 9월 25일 | 2019년 12월 11일 |
|      | 24   | 2    | 2020년 9월 30일 | 2021년 3월 10일  |

## 정규 방송분

### 시즌 1 (1997–98)
| 방영순서 | 제목                              | 본방송일자 | 에피소드번호 |
| --- | --------------------------------- | ---------- | ------------ |
| 1 | "Cartman Gets an Anal Probe"      | 1997-08-13 | 101          |
| 카트먼은 친구들에게 외계인에 납치되어 엉덩이에 무언가를 집어넣는 이상한 꿈을 꾸었다고 이야기한다. 스탠과 카일은 그건 꿈이 아니라 실제로 있었던 일이라고 카트먼에게 이야기하지만, 카트먼은 이를 무시한다. |                                   |            |              |
| 2 | "Weight Gain 4000"                | 1997-08-20 | 102          |
| 카트먼이 수필 경연대회에서 우승을 하지만, 웬디는 카트먼이 표절을 했다고 의심한다. 한편, 케씨 리 기포드가 카트먼에게 트로피를 수여할 것이라는 소식이 전해지자, 카트먼은 Weight Gain 4000을 복용하여 강인한 몸매를 가꾸기로 결심한다. 하지만, 약을 복용할수록 카트먼은 점점 뚱뚱해지기만 하고 강해지지는 않는다.             |                                   |            |              |
| 3 | "Volcano"                         | 1997-08-27 | 103          |
| 소년들은 스탠의 삼촌 짐보와 짐보의 베트남전 전우 네드와 함께 사냥을 하러 간다. 한편, 스탠의 아버지 랜디는 화산이 곧 폭발할 것이라는 사실을 알게 되고, 시장은 방송을 이용해 사우스 파크를 알릴 계획을 세운다. |                                   |            |              |
| 4 | "Big Gay Al's Big Gay Boat Ride"  | 1997-09-03 | 104          |
| 스탠은 애완견 스파키가 게이라는 사실을 알게 되고, 이것이 옳은 일인지 아닌지 이곳 저곳 질문을 한다. 한편, 짐보와 네드는 사우스 파크 초등학교의 미식 축구 경기에서 상대팀을 방해하려한다. |                                   |            |              |
| 5 | "An Elephant Makes Love to a Pig" | 1997-09-10 | 105          |
| 소년들은 유전공학 실험을 통해 작은 코끼리를 만들기 위해 코끼리와 돼지를 교접시키려 한다. 한편 스탠은 자기를 괴롭히는 셸리와 다툰다. |                                   |            |              |
| 6 | "Death"                           | 1997-09-17 | 106          |
| 102살이 된 스탠의 할아버지는 스탠에게 자신의 자살을 도와달라며 괴롭힌다. 한편, 카일의 어머니는 부모들을 이끌고 저질 유머만 해대는 테렌스와 필립이라는 프로그램에 대해 항의하러 간다. |                                   |            |              |
| 7 | "Pinkeye"                         | 1997-10-29 | 107          |
| 미르 우주정거장의 추락으로 인해 케니는 죽어 좀비가 된다. 한편, 스탠, 카일, 카트먼은 할로윈을 망치는 pinkeye병으로 추측되는 병을 막을 방법을 찾기 위해 동분서주한다. |                                   |            |              |
| 8 | "Starvin' Marvin"                 | 1997-11-19 | 109          |
| 굶어 죽어가는 아프리카의 아이들을 도와달라는 섈리 스트러더스가 나온 광고를 본 소년들은 시계를 받기 위해 후원금을 보낸다. 하지만 시계 대신 에티오피아 출신의 마빈이란 이름의 소년이 온다. 소년들은 마빈과 친구가 된다. 한편, 케니의 가족을 돕기 위해 시장은 통조림 잡기 행사를 열고, 마을은 돌연변이 칠면조에게 공격받는다. |                                   |            |              |
| 9 | "Mr. Hankey, the Christmas Poo"   | 1997-12-17 | 110          |
| 쉴라는 학교의 크리스마스 연극에 항의한다. 카일은 미스터 행키라는 이름의 말하는 똥에 대해서 이야기하지만 아무도 믿어주지 않았고 카일을 정신병원에 입원시킨다. |                                   |            |              |
| 10 | "Damien"                          | 1998-02-04 | 108          |
| 사탄의 아들인 데미안이 사우스 파크로 이사온다. 데미안과 사탄은 예수와 권투 경기로 선과 악의 마지막 대결을 하기로 한다. 카트먼은 자신의 생일파티와 권투 경기 날짜가 겹친 것을 알게 되자 화를 낸다. |                                   |            |              |
| 11 | "Tom's Rhinoplasty"               | 1998-02-11 | 111          |
| 게리슨 선생님은 코 성형수술을 받고 모델이 되기 위해 선생직을 그만둔다. 한편 스탠은 임시 교사에게 한눈에 반하고, 웬디는 스탠을 유혹하지 말라고 임시 교사를 위협한다. |                                   |            |              |
| 12 | "Mecha-Streisand"                 | 1998-02-18 | 112          |
| 소년들은 현장 실습 도중 고고학 발굴장에서 고대 유물을 발견한다. 이 유물을 이용해 바브라 스트라이샌드는 거대한 괴물로 변신하여 마을을 파괴한다. |                                   |            |              |
| 13 | "Cartman's Mom Is a Dirty Slut"   | 1998-02-25 | 113          |
| 카트먼은 어머니가 Drunken Barn Dance 축제에서 수많은 남자들과 성관계를 맺은 후 자신을 낳았다는 이야기를 들은 후, 아버지를 찾기 위해 동분서주한다. 이 에피소드는 "Cartman's Mom Is Still a Dirty Slut". 에피소드로 이어지는 2부작중 첫 에피소드이다.                                                                        |                                   |            |              |

### 시즌 2 (1998–99)
| 방영순서 | 제목                                             | 본방송일자 | 에피소드번호 |
| --- | ------------------------------------------------ | ---------- | ------------ |
| 14 | "Terrance & Phillip in Not Without My Anus"      | 1998-04-01 | 201          |
| 테렌스는 살해 혐의로 스콧에게 기소되어 법정에 출두하나 무죄를 선고 받는다. 한편 사담 후세인은 캐나다를 점령하려고 한다. 하지만 그의 계획은 모든 캐나다 사람들이 동시에 뀐 방귀로 인해 실패한다. |                                                  |            |              |
| 15 | "Cartman's Mom Is Still a Dirty Slut"            | 1998-04-22 | 202          |
| 메피스토의 유전 공학 연구실에 모두가 모여 카트먼의 아버지가 누구인지 밝혀지는 순간, 메피스토가 총에 맞는다. America's Most Wanted의 제작진은 이 사건을 재현하기 위해 사우스 파크를 방문한다. 한편 카트먼 부인은 고위 공직자들에게 8살 아이의 낙태(여기서 리안은 낙태(abortion)과 입양(adoption)을 착각한다.)를 허용해달라며 성관계를 한다. 소년들은 메피스토를 살리기 위해 셰프와 함께 병원으로 향한다.                                  |                                                  |            |              |
| 16 | "Ike's Wee Wee"                                  | 1998-05-20 | 204          |
| 소년들은 카일의 동생을 할례로부터 구하려 한다. 한편, 미스터 맥키는 마리화나 견본을 잃어버렸다는 이유로 학교에서 해고당한다. 그 후 맥키는 마약을 시작한다. |                                                  |            |              |
| 17 | "Chickenlover"                                   | 1998-05-27 | 203          |
| "닭 강간범(chicken fucker)"(아이들에겐 "닭 애인(chickenlover)"으로 불린다)이 사우스 파크에 혼란을 불러온다. 한편 바브레이디 경관이 문맹이라는 것이 밝혀져 글 읽는 법을 공부하기 위해 사우스 파크 초등학교로 찾아온다. 바브레이디는 카트먼을 부관으로 임명하고, 카트먼은 마을의 평화를 지키기 위해 동분서주한다. |                                                  |            |              |
| 18 | "Conjoined Fetus Lady"                           | 1998-06-03 | 205          |
| 카일의 어머니는 사우스 파크 초등학교의 간호사를 위해 그녀를 위해 도시에서 1주간의 축제를 열 것을 제의한다. 셰프는 아이들을 피구 대회에 출전시킨다. |                                                  |            |              |
| 19 | "The Mexican Staring Frog of Southern Sri Lanka" | 1998-06-10 | 206          |
| 소년들은 짐보와 네드가 베트남전에 대해 거짓말을 한 것에 대해 복수하기로 한다. 한편 "예수와 친구들(Jesus and Pals)" 프로그램의 프로듀서는 시청률 경쟁에서 이기기 위해 제리 스프링거 쇼와 같은 방식으로 만들기 시작한다. |                                                  |            |              |
| 20 | "City on the Edge of Forever"                    | 1998-06-17 | 207          |
| 아이들이 벼랑가에 걸린 버스 안에서 예전의 모험들을 추억하는 동안, 크랩트리는 유명한 스탠딩 코미디언이 된다. |                                                  |            |              |
| 21 | "Summer Sucks"                                   | 1998-06-24 | 208          |
| 마을에서 불꽃놀이가 금지되자, 시장은 독립기념일 경축 행사에서 불꽃놀이 대신에 거대한 뱀탄을 사용하기로 한다. 한편 게리슨은 미스터 햇을 잃어버리고, 카트먼은 수영 수업을 받는다. |                                                  |            |              |
| 22 | "Chef's Chocolate Salty Balls"                   | 1998-08-19 | 209          |
| 영화제가 사우스파크에서 열린다. 로스앤젤레스에서 온 교양 없는 사람들에 의해 사우스 파크는 점점 변해간다. |                                                  |            |              |
| 23 | "Chickenpox"                                     | 1998-08-26 | 210          |
| 케니가 수두에 걸리자 부모들은 자신의 소년들도 수두에 걸리게 하기 위해 케니와 놀도록 강요한다. 한편 카일의 어머니는 남편과 케니의 아버지간의 우정을 회복시켜주기 위해 노력한다. |                                                  |            |              |
| 24 | "Roger Ebert Should Lay Off the Fatty Foods"     | 1998-09-02 | 211          |
| 견학을 위해 간 천문관에서 아이들은 "천문관은 재미있는 곳"이라 세뇌당한다. 한편, 카트먼은 치지 푸프 광고에 출연하기 위해 오디션을 본다. |                                                  |            |              |
| 25 | "Clubhouses"                                     | 1998-09-23 | 212          |
| 소년들은 여자 아이들과 "진실 혹은 거짓" 게임을 하기 위해 클럽하우스를 만든다. 한편, 스탠의 부모는 이혼한다. |                                                  |            |              |
| 26 | "Cow Days"                                       | 1998-09-30 | 213          |
| 어느 부부가 퀴즈 쇼에서 우승하여 사우스 파크에서 열리는 "소의 날" 축제에 초대된다. 한편, 카일은 테렌스와 필립 인형을 얻기 위해 카트먼을 황소 타기 대회에 출전시키려하고, 사우스 파크의 소들은 거대한 소 모양의 시계를 숭배한다. |                                                  |            |              |
| 27 | "Chef Aid"                                       | 1998-10-07 | 214          |
| 쉐프는 음반 회사에 앨러니스 모리세트의 새 노래가 자신이 옛날에 썼던 노래라는 것을 지적한 것 때문에 고소당한다. 소년들은 쉐프의 친구인 유명한 가수들을 초청해 콘서트를 열어 번 돈으로 그를 구하려고 한다. 한편 게리슨은 미스터 햇이 미스터 트윅의 목숨을 노리고 있다고 의심한다. |                                                  |            |              |
| 28 | "Spookyfish"                                     | 1998-10-28 | 215          |
| 착한 카트먼과 킬러 금붕어등 악의 평행 세계의 존재들이 차원문을 통해 사우스파크에 온다. |                                                  |            |              |
| 29 | "Merry Christmas, Charlie Manson!"               | 1998-12-09 | 216          |
| 네브래스카에 있는 카트먼의 할머니댁에 가기 위해 스탠은 가출한다. 한편 카트먼의 삼촌은 흉악 범죄자 찰리 맨슨과 함께 감옥에서 탈출한다. |                                                  |            |              |
| 30 | "Gnomes"                                         | 1998-12-16 | 217          |
| 게리슨은 해고당하지 않기 위해 학생들에게 시사성 있는 주제에 대해 보고서를 쓰라 과제를 내주었고, 소년들은 트윅과 한 조가 된다. 소년들은 트윅이 제안했던 사람들의 속옷을 훔치는 "속옷 난쟁이(underpants Gnomes)"에 대한 보고서를 쓰려 했으나, 트윅의 아버지가 써준 "대기업이 영세 기업들을 경쟁에서 밀어내는 것"에 대한 보고서로 발표하게 된다. 한편, 트윅의 아버지의 조그마한 커피가게는 옆에 들어선 큰 커피가게 때문에 위협을 받게 된다. |                                                  |            |              |
| 31 | "Prehistoric Ice Man"                            | 1999-01-20 | 218          |
| 스탠과 카일은 1996년 이후 빙하속에 갇혀있던 사람을 발견한다. 하지만 이 사람의 이름을 무엇으로 하느냐는 싸움이 벌어져 둘의 사이는 벌어진다. 한편 "ice man"은 아내와 아이들을 만나기 위해 탈출을 시도한다. |                                                  |            |              |

### 시즌 3 (1999–2000)
| 방영순서 | 제목                                 | 본방송일자 | 에피소드번호 |
| --- | ------------------------------------ | ---------- | ------------ |
| 32 | "Rainforest Shmainforest"            | 1999-04-07 | 301          |
| 소년들은 다우림 파괴에 반대하는 노래를 부르는 합창단에 참여하여 코스타리카에 공연하러 간다. 하지만 열대우림 안에서 길을 잃고, 다우림은 보존할 가치가 있는 곳이 아니라는 사실을 알게 된다. |                                      |            |              |
| 33 | "Spontaneous Combustion"             | 1999-04-14 | 302          |
| 마을 사람들이 자연 발화하는 이유를 밝히기 위해 랜디는 연구를 시작한다. 한편, 카트먼은 십자가의 길 연극에서 예수 역할을 맡아 십자가에 묶이게 된다. |                                      |            |              |
| 34 | "The Succubus"                       | 1999-04-21 | 303          |
| 소년들은 쉐프가 약혼한 이후, 이전과 다른 사람이 되어가는 것에 대해 걱정한다. 한편 카트먼은 뚱뚱하다는 이유로 안과의사에게 놀림을 받는다. |                                      |            |              |
| 35 | "Jakovasaurs"                        | 1999-06-16 | 305          |
| 마을은 멸종위기에 처한 "Jakovassaurs"라는 종의 생물을 보호한다. 하지만, 이 생명체는 카트먼을 제외한 온 마을 사람들을 짜증나게 한다. |                                      |            |              |
| 36 | "Tweek vs. Craig"                    | 1999-06-23 | 304          |
| 소년들은 트윅과 크레이그가 싸우도록 부추긴다. 한편, 학교의 공업 선생님인 애들러 선생님은 비행기 추락사고로 아내를 잃은 슬픔을 극복하려 한다. |                                      |            |              |
| 37 | "Sexual Harassment Panda"            | 1999-07-07 | 306          |
| 팬더 의상을 입은 남자가 아이들에게 성학대에 대해 가르쳐준다. 카트먼이 스탠을 고소한 것을 시작으로 성학대 당했다고 주장하는 사람들의 소송이 줄을 잇는다. |                                      |            |              |
| 38 | "Cat Orgy"                           | 1999-07-14 | 307          |
| 카트먼은 어머니가 유성우 파티에 간 사이, 베이비 시터로 온 스탠의 누나 셸리 때문에 곤경에 처한다. 한편 카트먼의 고양이인 미스터 키티는 발정기가 돌아와 다른 고양이들과 관계를 맺으러 다닌다. |                                      |            |              |
| 39 | "Two Guys Naked in a Hot Tub"        | 1999-07-21 | 308          |
| 앞 에피소드에서 언급된 유성우 파티가 벌어지는 동안, 스탠은 학교에서 얼간이 취급받는 아이들과 함께 놀던 중 파티가 ATF에 의해 감시받고 있다는 사실을 알게 된다. ATF는 파티 참가자들이 유성우가 시작되면 집단 자살을 할 것이라 생각한다. 한편 랜디는 제랄드와 함께 욕조 안에서 자위행위를 했던 것 때문에 언짢은 기분을 떨처버리지 못한다.        |                                      |            |              |
| 40 | "Jewbilee"                           | 1999-07-28 | 309          |
| 유성우가 있던 날 밤, 카일, 케니, 아이크는 유대인 스카우트 캠프에 가고, 모세가 나타난다. |                                      |            |              |
| 41 | "Korn's Groovy Pirate Ghost Mystery" | 1999-10-27 | 312          |
| 뉴 메탈밴드 콘이 특별출연하는 에피소드이다. 콘은 할로윈에 공연을 하러 사우스 파크로 오고, 맥시 신부와 마을 사람들에게 할로윈을 비도덕적으로 만든다고 비난받는다. 소년들은 카일의 할머니의 시체를 파내어 5학년 형들을 겁주려 한다. |                                      |            |              |
| 42 | "Chinpokomon"                        | 1999-11-03 | 310          |
| 아이들은 일본에서 제작된 "친포코몬"이라는 만화에 열광하고, 인형, 게임 등 친포코몬 유행에 휩쓸린다. 혼자 유행에서 뒤처진 카일은 친구들과 놀기 위해 유행을 따라가려 애쓰지만 번번이 뒷북을 친다. |                                      |            |              |
| 43 | "Hooked on Monkey Phonics"           | 1999-11-10 | 313          |
| 카트먼은 사우스 파크 철자법 대회(Spelling Bee)에 참가하게 되고, 이를 위해 카트먼의 어머니는 드럼치는 원숭이가 딸려있는 철자법 공부 교재를 사온다. 한편, 카일은 과잉보호하는 부모에게 "홈스쿨링(Homeschool)"하는 소녀에게 반한다. |                                      |            |              |
| 44 | "Starvin' Marvin in Space"           | 1999-11-17 | 311          |
| 소년들은 굶주린 마빈을 정부와 선교사들로부터 지키기 위해 노력한다. 선교사들은 굶어 죽어가는 제 3세계 국가의 주민들에게 식량과 잠자리를 제공하는 것보다 전도에 더 관심을 기울인다. |                                      |            |              |
| 45 | "The Red Badge of Gayness"           | 1999-11-24 | 314          |
| 남북 전쟁 재현 행사가 진행되던 중, 카트먼은 남부군의 영웅인 리 장군 행세를 하며 남부군을 이끌고 연방군을 공격하여 항복을 받아내고 워싱턴을 향해 진군을 시작한다. |                                      |            |              |
| 46 | "Mr. Hankey's Christmas Classics"    | 1999-12-01 | 315          |
| 크리스마스를 맞이하여 방영된 특집 에피소드로, 미스터 행키가 사회를 본다. 사우스 파크의 등장인물들이 자신의 개성에 맞는 크리스마스 노래를 부르며, 자살한 메리 케이 버그만을 추모한다. |                                      |            |              |
| 47 | "Are You There God? It's Me, Jesus"  | 1999-12-29 | 316          |
| 카트먼과 케니는 대장에 병이 걸려 피가 나온 것을 생리가 시작한 것으로 착각하고 자신들이 어른이 되어가고 있다고 생각한다. 카일은 이들과 어울리기 위해 거짓말을 하고, 스탠은 친구들에게 소외당하지 않으려고 생리를 앞당기기 위해 호르몬제를 복용한다. 한편 예수는, 신년맞이 축제에서 신을 직접 만나고 싶다는 사람들의 말에 매우 곤혹스러워 한다. |                                      |            |              |
| 48 | "World Wide Recorder Concert"        | 2000-01-12 | 317          |
| 아이들은 아칸소에서 열리는 리코더 콘서트에 참가한다. 한편, 게리슨은 자신이 어릴 적에 성학대하지 않았다는 이유로 오랫동안 만나지 않았던 아버지와 재회한다. |                                      |            |              |

### 시즌 4 (2000)
| 방영순서 | 제목                                    | 본방송일자 | 에피소드번호 |
| --- | --------------------------------------- | ---------- | ------------ |
| 49 | "The Tooth Fairy Tats 2000"             | 2000-04-05 | 402          |
| 소년들은 돈을 벌기 위해 이빨 요정 행세를 하지만, 이빨 요정 마피아 조직의 주의를 끌게 된다. 한편 카일은 이빨 요정의 진실에 대해 부모에게 이야기를 들은 후 "존재"에 대해 고심하기 시작한다. |                                         |            |              |
| 50 | "Cartman's Silly Hate Crime 2000"       | 2000-04-12 | 401          |
| 카트먼은 증오 죄로 소년원에 들어가게 된다. 한편, 소년들은 여자 아이들과의 눈썰매 경주에서 승리하기 위해 카트먼 석방 운동을 시작한다. |                                         |            |              |
| 51 | "Timmy 2000"                            | 2000-04-19 | 404          |
| 사우스 파크 초등학교의 장애인 학생 티미를 시작으로, 사우스 파크의 모든 아이들이 주의력결핍 과다행동장애를 앓고 있다는 진단이 나온다. 한편 티미는 스카일러의 락 밴드의 보컬이 되고, 필 콜린스는 그들의 밴드를 해체시키기 위한 음모를 꾸민다.                                                               |                                         |            |              |
| 52 | "Quintuplets 2000"                      | 2000-04-26 | 403          |
| 스탠의 가족은 미국과 루마니아 정부의 추적을 피해 도망쳐 나온 할머니와 다섯 쌍둥이 손녀를 보살피게 된다. 한편 케니는 오페라 가수가 되기 위해 유럽으로 유학가려 한다. |                                         |            |              |
| 53 | "Cartman Joins NAMBLA"                  | 2000-06-21 | 406          |
| 카트먼은 어른 친구를 만들기 위해 NAMBLA에 가입한다. 한편 케니는 부모님이 아이를 또 낳지 못하게 하려고 방해한다. |                                         |            |              |
| 54 | "Cherokee Hair Tampons"                 | 2000-06-28 | 407          |
| 카일은 신장병에 걸린다. 어른들은 자연 치료 요법 약품가게를 운영하는 노파와 "아메리카 원주민" 동료의 치료법에 열광한다. 스탠은 카일을 살리기 위해 카트먼에게 콩팥을 기증해달라고 부탁하지만 거절당한다. 한편 게리슨은 아동과 성행위를 하려 했다는 이유로 학교에서 해고되고, 연애 소설가가 되기로 결심한다. |                                         |            |              |
| 55 | "Chef Goes Nanners"                     | 2000-07-05 | 408          |
| 쉐프는 사우스 파크의 깃발이 인종 차별적이라며 항의한다. 한편, 웬디는 카트먼에게 매력을 느낀다. |                                         |            |              |
| 56 | "Something You Can Do with Your Finger" | 2000-07-12 | 409          |
| 카트먼은 천만달러를 벌기 위해 스탠, 카일, 케니와 함께 보이 밴드(Boy Band)를 만든다. |                                         |            |              |
| 57 | "Do the Handicapped Go to Hell?"        | 2000-07-19 | 410          |
| 아이들은 장애인과 유대인이 천국에 갈 수 있는지 궁금해 한다. 한편 사담 후세인은 사탄과 재결합하기 위해 지옥으로 돌아온다. |                                         |            |              |
| 58 | "Probably"                              | 2000-07-26 | 411          |
| 카트먼과 아이들은 그들만의 종파를 만들기로 결심한다. 사탄은 두명의 애인 중 한명을 골라야 한다. |                                         |            |              |
| 59 | "4th Grade"                             | 2000-11-08 | 412          |
| 4학년이 된 아이들은 다시 3학년 시절로 돌아가고 싶어한다. 4학년 선생님인 촉손딕은 학생들을 통제할 수 있는 방법을 전수받기 위해 게리슨을 찾아간다. 게리슨은 자신이 동성애자라는 것을 계속해서 부인한다. |                                         |            |              |
| 60 | "Trapper Keeper"                        | 2000-11-15 | 413          |
| 미래에서 온 사나이는 카트먼의 트래퍼 키퍼(Trapper Keeper)를 파괴하려 한다. 유치원 선생님이 된 게리슨은, 결론이 나지 않는 반장 선거 때문에 난감해 한다. |                                         |            |              |
| 61 | "Helen Keller! The Musical"             | 2000-11-22 | 414          |
| 아이들은 추수감사절 공연에서 유치원 아이들에게 지지 않기 위해 노력한다. 한편 티미는 추수감사절 공연에 쓸 칠면조를 구하러 간다. |                                         |            |              |
| 62 | "Pip"                                   | 2000-11-29 | 405          |
| 말콤 맥도웰의 해설로, 찰스 디킨스의 소설인 《위대한 유산》에 등장하는 캐릭터 핍에 대해 소개한다. |                                         |            |              |
| 63 | "Fat Camp"                              | 2000-12-06 | 415          |
| 카트먼은 체중감량을 위해 체중감량 캠프에 참여하게 된다. 케니는 돈을 받고 역겨운 행동을 하면서 TV 스타가 된다. |                                         |            |              |
| 64 | "The Wacky Molestation Adventure"       | 2000-12-13 | 416          |
| 부모들에게 화가 난 아이들은 아동 성학대당했다고 신고하고, 마을의 모든 어른을 감옥에 보낸다. 어느덧 마을엔 아이들만 남게 된다. |                                         |            |              |
| 65 | "A Very Crappy Christmas"               | 2000-12-20 | 417          |
| 소년들은 사라져가는 크리스마스 정신을 부활시키기 위해 트레이 파커와 맷 스톤이 만들었었던 크리스마스 정신에 기초한 만화를 제작한다. |                                         |            |              |

### 시즌 5 (2001)
| 방영순서 | 제목                                    | 본방송일자 | 에피소드번호 |
| --- | --------------------------------------- | ---------- | ------------ |
| 66 | "It Hits the Fan"                       | 2001-06-20 | 502          |
| TV 경찰 드라마에서 쉿(shit)을 사용하자 사람들은 아무 거리낌없이 이를 사용하게 된다. 이후 마을에는 원인을 알 수 없는 전염병이 돌기 시작한다.                                                                                                   |                                         |            |              |
| 67 | "Cripple Fight"                         | 2001-06-27 | 503          |
| 빅 게이 알은 동성애자라는 이유로 보이스카웃에서 추방당한다. 한편, 티미는 지미라는 이름의 장애자 소년을 라이벌로 여긴다. |                                         |            |              |
| 68 | "Super Best Friends"                    | 2001-07-04 | 504          |
| 데이비드 블레인은 사우스 파크에 사이비 종교를 퍼트리고, 스탠은 이를 막기 위해 예수와 수퍼 베스트 프렌즈(Super Best Friends)에게 세계를 구해달라 부탁한다.                                                                                     |                                         |            |              |
| 69 | "Scott Tenorman Must Die"               | 2001-07-11 | 501          |
| 카트먼은 자신을 속인 스캇 테너맨이라는 이름의 상급생에게 복수하려한다. |                                         |            |              |
| 70 | "Terrance and Phillip: Behind the Blow" | 2001-07-18 | 505          |
| 소년들은 테렌스와 필립 콤비를 재결성시켜 지구의 날 공연을 하게하려 노력한다. |                                         |            |              |
| 71 | "Cartmanland"                           | 2001-07-25 | 506          |
| 카일은 치질 때문에 고통받고, 카트먼은 100만 달러를 상속받아 놀이공원을 산다. |                                         |            |              |
| 72 | "Proper Condom Use"                     | 2001-08-01 | 507          |
| 소년들이 개에게서 "젖"짜내는 법을 알게 된 이후, 어른들은 유치원 학생들부터 성교육을 시켜야한다고 주장한다. 하지만 잘못된 교육 방식으로 인해 남자 아이들과 여자 아이들 사이엔 전쟁이 벌어진다.                                                 |                                         |            |              |
| 73 | "Towelie"                               | 2001-08-08 | 508          |
| 비디오 게임기를 되찾기 위해, 소년들은 타올리를 정부에 대려다줘야만 한다. |                                         |            |              |
| 74 | "Osama Bin Laden Has Farty Pants"       | 2001-11-07 | 509          |
| 선물로 받은 염소를 돌려주기 위해 소년들은 아프가니스탄으로 간다. |                                         |            |              |
| 75 | "How to Eat with Your Butt"             | 2001-11-14 | 510          |
| 카트먼은 얼굴이 있어야할 곳에 엉덩이가 있는 사람들의 모습을 본 후 웃음을 잃어버린다. 한편 버터스는 사진 찍을 때 장난을 쳤다는 이유로 외출금지 당한다.                                                                                         |                                         |            |              |
| 76 | "The Entity"                            | 2001-11-21 | 511          |
| 전형적인 유대인 아이의 행동을 하는 카일의 사촌 카일이 카일과 함께 살게 된다. 한편, 게리슨은 9·11 테러 이후 강화된 보안 검색으로 인해 느려진 항공사의 서비스에 불만을 터트리고 새로운 교통수단을 발명하기로 결심한다.                          |                                         |            |              |
| 77 | "Here Comes the Neighborhood"           | 2001-11-28 | 512          |
| 토큰은 부자라는 이유로 친구들에게 놀림받지 않기 위해, 사우스 파크에 부자 흑인들을 끌어들인다. |                                         |            |              |
| 78 | "Kenny Dies"                            | 2001-12-05 | 513          |
| 케니는 불치병에 걸려 "영원히" 죽는다. |                                         |            |              |
| 79 | "Butters' Very Own Episode"             | 2001-12-12 | 514          |
| 버터스의 아버지가 양성애자라는 사실을 알게 된 버터스의 어머니는 미친다. 그녀는 버터스를 죽이려 하지만, 버터스는 용케 살아남아 사우스파크로 돌아오려 한다. 한편, 버터스의 부모는 언론에 푸에르토리코계 남자가 버터스를 죽였다고 거짓말을 한다. |                                         |            |              |

### 시즌 6 (2002)
| 방영순서 | 제목                                                         | 본방송일자 | 에피소드번호 |
| --- | ------------------------------------------------------------ | ---------- | ------------ |
| 80 | "Jared Has Aides"                                            | 2002-03-06 | 602          |
| 서브웨이의 샌드위치만 먹고 살을 뺀 제레드는 그 비결이 에이즈("aides")덕분이라고 이야기했다가 마을 사람들에게 오해("AIDS"로 착각함)받는다. 한편, 소년들은 버터스가 중국 음식만 먹고 살을 뺐다는 중국 음식점 광고를 찍어 돈을 벌려 한다. |                                                              |            |              |
| 81 | "Asspen"                                                     | 2002-03-13 | 603          |
| 소년들과 부모들은 아스펜(Aspen)으로 휴가를 보내려 한다. 부모들이 시간제(timeshare) 콘도의 설명회에 계속 붙잡혀 있는 동안, 스탠은 스키 대회에 나간다.                                                                                   |                                                              |            |              |
| 82 | "Freak Strike"                                               | 2002-03-20 | 601          |
| 소년들은 "마우리 포비치 쇼"(The Maury Povich Show)에서 상금을 받게 하기 위해, 버터스의 턱에 염소의 불알을 붙인다. |                                                              |            |              |
| 83 | "Fun with Veal"                                              | 2002-03-27 | 605          |
| 소년들은 식용으로 사용될 송아지들을 학대와 도살장으로부터 지키려 한다. |                                                              |            |              |
| 84 | "The New Terrance and Phillip Movie Trailer"                 | 2002-04-03 | 604          |
| 소년들은 테렌스와 필립이 새로 만든 영화의 예고편을 보기 위해 러셀 크로우가 출연한 지루한 프로그램을 보게 된다. |                                                              |            |              |
| 85 | "Professor Chaos"                                            | 2002-04-10 | 606          |
| 소년들은 버터스를 4인조(케니가 죽기 전엔 스탠, 카일, 카트먼, 케니)에서 제외하고 대체자를 오디션을 통해 뽑으려 한다. 버터스는 카오스 교수가 되어 세계를 파괴할 계획을 세운다.                                                           |                                                              |            |              |
| 86 | "Simpsons Already Did It"                                    | 2002-06-26 | 607          |
| 버터스는 자신이 떠올리는 계획마다 이미 심슨에서 했던 것이라는 것을 알고 좌절한다. |                                                              |            |              |
| 87 | "Red Hot Catholic Love"                                      | 2002-07-03 | 608          |
| 교회에서의 아동 성학대 소식 때문에, 사우스 파크의 부모들은 무신론자가 되기로 결심한다. 맥시 신부는 교회에서의 아동 성학대를 막기 위해 동분서주한다. 한편 카트먼은 "입으로 똥 눌 수 있는가"에 대해 카일과 내기를 한다.                  |                                                              |            |              |
| 88 | "Free Hat"                                                   | 2002-07-10 | 609          |
| 소년들은 옛 영화를 수정하여 발매하려는 스티븐 스필버그와 조지 루커스의 계획을 막기 위해 단체를 결성한다. 하지만 마을 사람들은 아동 살해범 햇 맥콜로우의 석방을 위한 모임으로 오해한다.                                                 |                                                              |            |              |
| 89 | "Bebe's Boobs Destroy Society"                               | 2002-07-17 | 610          |
| 베베는 가슴이 커지기 시작하고, 남자 아이들은 이상한 행동을 하기 시작한다. |                                                              |            |              |
| 90 | "Child Abduction Is Not Funny"                               | 2002-07-24 | 611          |
| 부모들은 아이들을 유괴범으로부터 지키기 위해 중국 음식점 시티웍의 주인 퉝 루 킴에게 마을에 성벽을 쌓아줄 것을 부탁한다. |                                                              |            |              |
| 91 | "A Ladder to Heaven"                                         | 2002-11-06 | 612          |
| 소년들은 케니에게 사탕 쿠폰이 어디 있는지 물어보기 위해 천국으로 가는 사다리를 짓기 시작한다. 한편 카트먼이 케니를 화장한 재를 마시는 바람에 케니의 영혼은 카트먼의 몸속에 갇힌다.                                                     |                                                              |            |              |
| 92 | "The Return of the Fellowship of the Ring to the Two Towers" | 2002-11-13 | 613          |
| 소년들은 6학년들의 방해를 뚫으며, "악의 힘"이 가득한 비디오를 반납하기 위한 임무를 수행하러 간다. 한편 부모들은 소년들이 가지고 있는 포르노 영화 테이프라는 것을 설명해주기 위해 소년들을 찾아 나선다.                                 |                                                              |            |              |
| 93 | "The Death Camp of Tolerance"                                | 2002-11-20 | 614          |
| 4학년 선생님으로 복직한 게리슨은 미스터 슬레이브(Mr.Slave)와 함께 동성애자라는 이유로 학교에서 해고당할 계획을 세운다. |                                                              |            |              |
| 94 | "The Biggest Douche in the Universe"                         | 2002-11-27 | 615          |
| 쉐프의 부모는 엑소시즘으로 케니의 영혼을 카트먼에게서 빼내려 한다. 한편, 스탠은 죽은 사람과 대화를 할 수 있다고 주장하는 존 에드워드가 사기꾼이라는 사실을 밝히려 한다.                                                                |                                                              |            |              |
| 95 | "My Future Self n' Me"                                       | 2002-12-04 | 616          |
| 스탠은 마약, 알코올 중독자인 미래의 자신과 만나게 된다. 한편 카트먼은 복수 대행업체를 운영한다. |                                                              |            |              |
| 96 | "Red Sleigh Down"                                            | 2002-12-11 | 617          |
| 카트먼은 로봇 강아지를 선물 받으려고 이라크에 크리스마스 선물을 전해주자고 한다. |                                                              |            |              |

### 시즌 7 (2003)
| 방영순서 | 제목                        | Original airdate | 에피소드번호 |
| --- | --------------------------- | ---------------- | ------------ |
| 97 | "Cancelled"                 | 2003-03-19       | 704          |
| 소년들은 지구가 사실은 리얼리티 쇼라는 사실을 알게 되고, 프로그램 종영을 막으려 한다.                                                                                    |                             |                  |              |
| 98 | "Krazy Kripples"            | 2003-03-26       | 702          |
| 티미와 지미는 장애인(Cripple) 클럽을 만든다. 하지만 이미 비슷한 이름의 클럽(Crips)이 있다는 것을 알게 된다. 크리스토퍼 리브는 줄기 세포 연구를 지원하려 한다.            |                             |                  |              |
| 99 | "Toilet Paper"              | 2003-04-02       | 703          |
| 카일은 미술선생님의 집에 화장지로 테러(Tolet papering)한 것에 대해 죄책감을 느낀다.                                                                                      |                             |                  |              |
| 100 | "I'm a Little Bit Country"  | 2003-04-09       | 701          |
| 마을 사람들은 이라크와의 전쟁에 대한 의견 차이로 인해 다툰다. 한편 카트먼은 플래시 백(Flashback)으로 식민지 시대의 미국을 보게 된다.                                     |                             |                  |              |
| 101 | "Fat Butt and Pancake Head" | 2003-04-16       | 705          |
| 카트먼의 꼭두각시(hand-puppet) "제니퍼 로페즈"는 진짜 제니퍼 로페즈를 밀어내고 유명해진다.                                                                               |                             |                  |              |
| 102 | "Lil' Crime Stoppers"       | 2003-04-23       | 706          |
| 소년들은 탐정 놀이를 하다가 경찰에 스카웃 되고, 마약 거래 현장을 덮치게 된다.                                                                                            |                             |                  |              |
| 103 | "Red Man's Greed"           | 2003-04-30       | 707          |
| 카지노를 운영하고 있는 아메리카 원주민들은 사우스 파크를 지나는 고속도로를 뚫기 위해 마을 전체를 사들인다.                                                               |                             |                  |              |
| 104 | "South Park Is Gay!"        | 2003-10-22       | 708          |
| 마을의 남자들은 메트로섹슈얼이 된다. 한편 카일과 미스터 슬레이브, 게리슨은 메트로섹슈얼 열풍을 막기 위해 협력한다.                                                       |                             |                  |              |
| 105 | "Christian Rock Hard"       | 2003-10-29       | 709          |
| 카트먼, 토큰, 버터스는 기독음악 밴드를 만든다. 스탠, 카일, 케니는 인터넷에서 공짜로 음악을 다운 받는 것을 반대하는 시위를 한다.                                          |                             |                  |              |
| 106 | "Grey Dawn"                 | 2003-11-05       | 710          |
| 잇따른 교통사고로 인해 마을의 노인들은 운전면허증을 압수당한다. |                             |                  |              |
| 107 | "Casa Bonita"               | 2003-11-12       | 711          |
| 카트먼은 카사 보니타(Casa Bonita)에서 열릴 카일의 생일파티에 초대받으려 한다.                                                                                            |                             |                  |              |
| 108 | "All About Mormons"         | 2003-11-19       | 712          |
| 스탠은 새로 이사 온 몰몬교를 믿는 아이와 친구가 된다. |                             |                  |              |
| 109 | "Butt Out"                  | 2003-12-03       | 713          |
| 소년들은 담배를 피우려다 학교에 불을 낸다. 어른들은 금연 운동가인 롭 라이너(Rob Reiner)를 초청하여 담배 회사와 싸우기 시작한다.                                          |                             |                  |              |
| 110 | "Raisins"                   | 2003-12-10       | 714          |
| 스탠은 웬디와 헤어진다. 한편 버터스는 "Raisins"의 여종업원 렉서스를 만나 사랑에 빠진다.                                                                                  |                             |                  |              |
| 111 | "It's Christmas in Canada"  | 2003-12-17       | 715          |
| 캐나다의 새 수상이 새로 제정한 법 때문에, 아이크는 캐나다인 친부모의 손에 끌려 캐나다로 떠난다. 카일과 소년들은 크리스마스가 되기 전에 아이크를 되찾기 위해 길을 나선다. |                             |                  |              |

### 시즌 8 (2004)
| 방영순서 | 제목                                 | 본방송일자 | 에피소드번호 |
| --- | ------------------------------------ | ---------- | ------------ |
| 112 | "Good Times with Weapons"            | 2004-03-17 | 801          |
| 스탠, 카일, 케니, 카트맨은 닌자들이 쓰던 무기를 사서 이를 이용해 닌자 놀이를 시작하고, 버터스의 눈에 수리검이 꽂히자 이를 무마하고 은폐하려 한다.                                                                                        |                                      |            |              |
| 113 | "Up the Down Steroid"                | 2004-03-24 | 803          |
| 지미는 장애인 올림픽에서 우승하기 위해 금지된 근력강화제인 스테로이드를 사용한다. 카트먼은 장애인 행세를 해서 장애인 올림픽에 출전하려 한다.                                                                                             |                                      |            |              |
| 114 | "The Passion of the Jew"             | 2004-03-31 | 804          |
| 카일은 멜 깁슨이 만든 영화 《패션 오브 크라이스트》를 본 후 충격에 휩싸이고, 카트먼은 유대인을 쫓아내려 한다. 한편 스탠가 케니는 영화 표값을 환불받기 위해 멜 깁슨을 만나려 한다.                                                        |                                      |            |              |
| 115 | "You Got Fucked in the Ass"          | 2004-04-07 | 805          |
| 스탠은 오렌지 카운티(Orange Couunty, Califonia)의 댄스팀과 대결하기 위해 춤의 달인들을 찾아 나선다. 한편 버터스는 탭 댄스 경연 대회 때의 아픈 기억에 시달린다.                                                                           |                                      |            |              |
| 116 | "AWESOM-O"                           | 2004-04-14 | 802          |
| 버터스는 "AWESOM-O"라는 이름의 일본제 로봇과 친구가 된다. AWESOM-O는 영화 회사에 고용되어 영화 아이디어들을 짜내는 일을 하게 되고, 정부는 AWESOM-O를 군사 병기로 활용하려고 하고, 결국 AWESOM-O는 위장한 카트맨이었다는 사실이 밝혀진다. |                                      |            |              |
| 117 | "The Jeffersons"                     | 2004-04-21 | 807          |
| 마이클 제퍼슨이라는 이름의 수수께끼의 인물이 아들과 함께 사우스 파크로 이사온다. (사실 그는 마이클 잭슨이다.) 한편 경찰은 그가 저지르지도 않은 죄목을 날조하여 단지 흑인이라는 이유로 그를 체포하려 한다.                                |                                      |            |              |
| 118 | "Goobacks"                           | 2004-04-28 | 806          |
| 마을 사람들은 3045년에서 온 시간 이민자들 때문에 일자리를 잃게 되고, 보수적인 노동자들은 이들을 막기 위해 미래를 없애려 한다. |                                      |            |              |
| 119 | "Douche and Turd"                    | 2004-10-27 | 808          |
| 동물성애단체 PETA는 사우스 파크 초등학교의 마스코트를 바꾸라고 항의하고, 스탠은 학교 마스코트 투표를 하지 않으려 하다가 마을에서 추방된다.                                                                                               |                                      |            |              |
| 120 | "Something Wall-Mart This Way Comes" | 2004-11-03 | 809          |
| 사우스 파크에 월마트(Wall-Mart)가 들어서고, 마을 주민들은 월마트를 싫어하지만 저렴한 가격 때문에 월마트 쇼핑 중독증세를 보이고 만다. 결국 스탠, 카일, 케니가 월마트의 심장을 파괴하고, 카트맨은 이를 저지하는데 실패한다.                |                                      |            |              |
| 121 | "Pre-School"                         | 2004-11-10 | 810          |
| 소년원에서 출옥한 트렌트 보옛(Trent Boyett)은 복수를 위해 스탠, 카일, 케니, 카트맨에게 복수를 하려 하고, 이들은 생명의 위협을 느끼고 그를 저지하려 한다.                                                                                 |                                      |            |              |
| 122 | "Quest for Ratings"                  | 2004-11-17 | 811          |
| 스탠, 카일, 지미, 버터스, 카트맨, 토큰은 크렉과의 시청률 경쟁에서 이기기 위해 뉴스를 쇼처럼 만든다. |                                      |            |              |
| 123 | "Stupid Spoiled Whore Video Playset" | 2004-12-01 | 812          |
| 사우스 파크의 모든 여자 아이들은 패리스 힐튼을 따라하고, 웬디는 이런 친구들과 어울리지 못한다. 한편 패리스 힐튼은 애완동물이 자살하자 버터스를 돈을 주고 사려고 한다.                                                                    |                                      |            |              |
| 124 | "Cartman's Incredible Gift"          | 2004-12-08 | 813          |
| 카트먼은 추락 사고 이후 초능력을 갖게 되었다고 생각하고, 심령술사가 되어 경찰과 함께 사건을 수사하기 시작한다. |                                      |            |              |
| 125 | "Woodland Critter Christmas"         | 2004-12-15 | 814          |
| 스탠은 산사자를 죽여 동물들의 구세주(적그리스도)를 낳는 것을 도와주고, 결국 모든 사실을 깨닫고는 산타와 함께 그들을 저지한다. |                                      |            |              |

### 시즌 9 (2005)
| 방영순서 | 제목                                     | 본방송일자 | 에피소드번호 |
| --- | ---------------------------------------- | ---------- | ------------ |
| 126 | "Mr. Garrison's Fancy New Vagina"        | 2005-03-09 | 901          |
| 게리슨은 성전환 수술을 받지만 생리, 임신을 할 수 없다는 사실을 알게 된다. 한편 카일은 농구 선수가 되기 위해 흑인처럼 보이는 성형 수술을 받는다.                                                                                   |                                          |            |              |
| 127 | "Die Hippie, Die"                        | 2005-03-16 | 902          |
| 카트먼은 사우스 파크에서 히피들을 쫓아내려 한다. 하지만 히피들은 음악 페스티벌을 열고, 마을은 위험에 처하게 된다. |                                          |            |              |
| 128 | "Wing"                                   | 2005-03-23 | 903          |
| 소년들은 연예 기획사를 차린다. 시티 웍의 주인인 퉝 루 킴은 자신의 부인과 계약을 맺자고 제의한다. 윙이 게스트로 출연하여 아바의 Dancing Queen과 Fernando, 카펜터즈의 Sing 등을 불렀다.                                             |                                          |            |              |
| 129 | "Best Friends Forever"                   | 2005-03-30 | 904          |
| 케니는 교통 사고로 식물인간이 된다. 카트먼은 케니의 소니 PSP를 상속받기 위해 케니의 영양공급 튜브를 제거하려 하고, 스탠과 카일은 이를 저지하려 한다. 한편 천국에선 지옥과의 전쟁에 대비하기 위해 케니를 작전 사령관으로 임명한다. |                                          |            |              |
| 130 | "The Losing Edge"                        | 2005-04-06 | 905          |
| 소년들은 여름 방학에 놀기 위해서 야구 경기에서 지려고 한다. 한편 랜디는 경기 중 다른 팀의 아버지들과 싸워 승리하기 위해 훈련한다.                                                                                                 |                                          |            |              |
| 131 | "The Death of Eric Cartman"              | 2005-04-13 | 906          |
| 사우스 파크의 모든 아이들은 카트먼을 철저히 무시하고, 이 때문에 카트먼은 자기가 죽었다고 생각한다. 자신이 이승에 남아 있는 이유가 자신이 저지른 잘못 때문이라고 생각한 카트먼은 속죄하기 위해 동분서주한다.                       |                                          |            |              |
| 132 | "Erection Day"                           | 2005-04-20 | 907          |
| 지미는 학교 장기자랑 대회 중에 발기할지도 모른다는 생각에 이를 막을 방법을 궁리한다. |                                          |            |              |
| 133 | "Two Days Before the Day After Tomorrow" | 2005-10-19 | 908          |
| 카트먼과 스탠은 세계에서 가장 큰 비버 댐을 붕괴시킨다. 정부는 비상사태를 선언하고, 댐 붕괴의 원인이 지구 온난화라고 생각한다. |                                          |            |              |
| 134 | "Marjorine"                              | 2005-10-26 | 909          |
| 소년들은 버터스가 죽었다고 속이고, 버터스는 사우스 파크로 전학온 소녀로 위장하여 여자아이들이 지닌 예언기를 훔치려 한다. |                                          |            |              |
| 135 | "Follow That Egg!"                       | 2005-11-02 | 910          |
| 미스터 슬레이브가 빅 게이 알과 결혼하려 한다는 사실을 알게 된 게리슨은 동성 결혼을 허용하는 법을 반대하기 시작한다. 게리슨은 아이들의 프로젝트를 통해 동성 부부는 아이를 잘 키울 수 없다는 사실을 입증하려 한다.                  |                                          |            |              |
| 136 | "Ginger Kids"                            | 2005-11-09 | 911          |
| 카트먼은 진져(Ginger, 여기선 붉은색 머리카락과 주근깨를 가진 사람을 뜻함)를 비난하는 발표를 하고, 스탠과 카일은 카트먼이 자는 동안 염색약 등을 이용해 카트먼을 진져로 바꾸어 버린다.                                              |                                          |            |              |
| 137 | "Trapped in the Closet"                  | 2005-11-16 | 912          |
| 스탠은 사이언톨로지 신도들에게 L.론 허버드의 환생으로 추앙받는다. 한편, 톰 크루즈와 존 트라볼타는 스탠의 옷장에서 나오지 않는다.                                                                                                  |                                          |            |              |
| 138 | "Free Willzyx"                           | 2005-11-30 | 913          |
| 수족관 직원은 소년들을 놀리기 위해 범고래가 말을 하는 것처럼 속인다. 소년들은 범고래의 자유를 되찾아주기 위해 행동에 나선다. |                                          |            |              |
| 139 | "Bloody Mary"                            | 2005-12-07 | 914          |
| 랜디는 자신의 음주 버릇이 알코올 중독 때문이라고 생각한다. 한편 이웃 마을의 신부는 성모 마리아상의 엉덩이에서 피를 흘리는 것을 보고 기적이 일어났다고 생각한다.                                                                   |                                          |            |              |

### 시즌 10 (2006)
| 방영순서 | 제목                          | 본방송일자 | 에피소드번호 |
| --- | ----------------------------- | ---------- | ------------ |
| 140 | "The Return of Chef"          | 2006-03-22 | 1001         |
| 오랜 휴가가 끝난 후 쉐프는 사우스 파크로 돌아온다. 하지만 소년들은 쉐프가 이전과 매우 달라졌다는 사실을 알게 된다. |                               |            |              |
| 141 | "Smug Alert!"                 | 2006-03-29 | 1002         |
| 카일의 가족은 로스앤젤레스로 이사 가고, 스탠은 마을 사람들에게 하이브리드 자동차를 사라고 설득한다. |                               |            |              |
| 142 | "Cartoon Wars: Part I"        | 2006-04-05 | 1003         |
| 마을은 패밀리 가이에서 마호메트의 모습을 방송하는 것 때문에 무슬림들에 의한 테러가 발생할까봐 공포에 떤다. 한편 카일과 카트먼은 패밀리 가이가 검열 없이 방송되어야 하는가를 놓고 다툼을 벌인다.                                         |                               |            |              |
| 143 | "Cartoon Wars: Part II"       | 2006-04-12 | 1004         |
| 카트먼은 FOX의 사장을 만나 패밀리 가이 해당 에피소드 방송을 취소해달라고 설득한다. 그리고 패밀리 가이의 작가들에 대한 비밀을 알게 된다.                                                                                                 |                               |            |              |
| 144 | "A Million Little Fibers"     | 2006-04-19 | 1005         |
| 제임스 프레이의 책 "A Million Little Pieces"으로 인해 발생했던 사건의 패러디이다. 타올리는 사람 행세를 해서 자신의 자서전을 출판한다. 한편 오프라 윈프리의 질과 항문은 그녀가 일에만 바빠 자신들을 돌보지 않은 것에 대해 불만을 품는다. |                               |            |              |
| 145 | "ManBearPig"                  | 2006-04-26 | 1006         |
| 앨 고어는 "인웅돈(Manbearpig)"라는 죽이려 하다가 소년들을 동굴속에 갇히게 한다. 한편 카트먼은 동굴 속에서 보물을 찾았고, 이를 독차지하려고 한다.                                                                                        |                               |            |              |
| 146 | "Tsst"                        | 2006-05-03 | 1007         |
| 카트먼의 어머니는 개 조련사인 시져 밀란에게 카트먼의 버릇을 고쳐달라고 부탁한다. |                               |            |              |
| 147 | "Make Love, Not Warcraft"     | 2006-10-04 | 1008         |
| 소년들은 게임 폐인을 무찌르고 월드 오브 워크래프트 세계의 평화를 지키려 한다. |                               |            |              |
| 148 | "Mystery of the Urinal Deuce" | 2006-10-11 | 1009         |
| 스탠과 카일은 9·11 테러의 진짜 범인을 "찾아냈다". 한편 미스터 맥키는 남자 화장실 소변기에 똥을 눈 범인을 찾아나선다. |                               |            |              |
| 149 | "Miss Teacher Bangs a Boy"    | 2006-10-18 | 1010         |
| 카트먼은 선도부원이 된다. 한편 유치원의 미녀 선생님은 아이크를 유혹한다. |                               |            |              |
| 150 | "Hell on Earth 2006"          | 2006-10-26 | 1011         |
| 사탄은 할로윈 파티를 개최한다. 한편 아이들은 비기 스몰즈를 소환하려 한다. |                               |            |              |
| 151 | "Go God Go"                   | 2006-11-01 | 1012         |
| 게리슨은 과학 수업 시간에 진화론을 가르치길 거부한다. 게리슨을 대신하여 리처드 도킨스가 진화론을 가르치기 위해 온다. 한편 카트먼은 닌텐도 위가 발매되는 날까지 냉동 인간이 되기로 결심한다.                                             |                               |            |              |
| 152 | "Go God Go XII"               | 2006-11-08 | 1013         |
| 카트먼은 500년 뒤의 미래의 세계에서 살아난다. 이 세계는 무신론자들간의 전쟁이 벌어지는 곳이었다. |                               |            |              |
| 153 | "Stanley's Cup"               | 2006-11-15 | 1014         |
| 스탠은 압류된 자전거를 되찾기 위하여 꼬마 아이스 하키 팀의 감독이 된다. |                               |            |              |

### 시즌 11 (2007)
| 방영순서 | 제목                              | 본방송일자 | 에피소드번호 |
| --- | --------------------------------- | ---------- | ------------ |
| 154 | "With Apologies to Jesse Jackson" | 2007-03-07 | 1101         |
| 랜디 마시는 퀴즈쇼 《휠 오브 포츈》(Wheel of Fortune)에서 검둥이(nigger)라고 이야기한 이후 "nigger-guy"라 불리며 차별받는다. 이 사건으로 인해 토큰과 스탠 사이에는 긴장이 흐른다. 한편 카트먼은 왜소증에 걸린 사람을 화나게 만든다.           |                                   |            |              |
| 155 | "Cartman Sucks"                   | 2007-03-14 | 1102         |
| 버터스의 아버지는 버터스가 카트먼과 구강성교를 하려한 것으로 생각하고, 버터스를 "혼란스런" 아이들을 위한 기독교 캠프로 보낸다. 한편 카트먼은 카일이 자신의 사진을 훔쳐갔다고 생각한다.                                                        |                                   |            |              |
| 156 | "Lice Capades"                    | 2007-03-21 | 1103         |
| 사우스 파크 초등학교에 머릿니 감염자가 있다는 사실이 알려진다. 카트먼은 그 아이가 누군지 찾아내어 놀림감으로 삼으려고 한다. 한편, 클라이드의 머리 속에 살고 있던 머릿니는, 머릿니 제거용 샴푸로 인해 발생한 재난에서 탈출하려고 한다.         |                                   |            |              |
| 157 | "The Snuke"                       | 2007-03-28 | 1104         |
| 힐러리 클린턴이 선거 운동을 위하여 사우스 파크로 온다. 한편 카트먼은 새로 전학온 무슬림 아이가 테러리스트라고 의심한다. |                                   |            |              |
| 158 | "Fantastic Easter Special"        | 2007-04-04 | 1105         |
| 스탠은 부활절에 계란을 꾸미는 진짜 이유를 알려다, 그 뒤에 숨겨진 비밀 조직에 대한 전설을 듣게 된다. |                                   |            |              |
| 159 | "D-Yikes!"                        | 2007-04-11 | 1106         |
| 미스터 게리슨은 레즈비언 전용 술집에 가게 되고, 페르시아 인들로부터 술집을 지켜내기 위해 전투를 벌인다. 한편 스탠, 카일, 카트먼, 케니는 멕시코 사람들을 고용해 대신 숙제를 하도록 시킨다.                                                     |                                   |            |              |
| 160 | "Night of the Living Homeless"    | 2007-04-18 | 1107         |
| 엄청난 수의 노숙자들이 사우스 파크로 몰려온다. 사우스 파크의 부모들은 건물 옥상에 갇히고, 아이들은 그 원인을 찾아나선다. |                                   |            |              |
| 161 | "Le Petit Tourette"               | 2007-10-03 | 1108         |
| 카트먼은 투렛증후군에 걸린 것처럼 행동해서, 혼나지 않으면서 하고 싶은 말을 마음껏 할 수 있게 된다. |                                   |            |              |
| 162 | "More Crap"                       | 2007-10-10 | 1109         |
| 랜디는 최근에 눈 매우 거대한 똥 때문에 사우스 파크의 영웅이 된다. |                                   |            |              |
| 163 | "Imaginationland"                 | 2007-10-17 | 1110         |
| 무슬림은 사람들의 상상을 손에 넣기 위해 상상세계를 공격한다. 한편 카트먼은 레프레컨(Leprechaun)이 진짜인지에 대해 카일과 내기하여 승리를 거두고, 이로 인해 카일은 카트먼의 불알을 빨아야 한다.                                                |                                   |            |              |
| 164 | "Imaginationland Episode II"      | 2007-10-24 | 1111         |
| 스탠과 카일은 펜타곤으로 소환되어 어떻게 상상세계에 다녀왔는지에 대해 이야기하게 된다. 한편 카트먼은 카일을 찾아 자신의 불알을 빨게 하기 위해 먼 여행을 떠난다.                                                                               |                                   |            |              |
| 165 | "Imaginationland Episode III"     | 2007-10-31 | 1112         |
| 상상세계에서 스탠과 버터스는, 아슬란이 이끄는 선한 상상세계의 주민들과 함께 악한 상상세계의 군대를 맞이하여 싸운다. 카일은 스탠과 버터스를 살리기 위해 핵폭탄 투하를 저지하려 하고, 카트먼은 계속해서 카일에게 자신의 불알을 빨라고 강요한다. |                                   |            |              |
| 166 | "Guitar Queer-o"                  | 2007-11-07 | 1113         |
| 스탠과 카일은 함께 기타 히어로 게임을 즐긴다. 하지만 스탠의 뛰어난 실력으로 인해, 카일과의 우정엔 금이 간다. |                                   |            |              |
| 167 | "The List"                        | 2007-11-14 | 1114         |
| 여자 아이들은 "가장 귀여운 남자아이" 목록을 만든다. 남자 아이들은 이 목록을 훔친다. 하지만 그 곳에 써져 있던 내용은 큰 충격으로 다가온다. |                                   |            |              |

### 시즌 12 (2008)
| 방영순서 | 제목                         | 본방송일자 | 에피소드번호 |
| --- | ---------------------------- | ---------- | ------------ |
| 168 | "Tonsil Trouble"             | 2008-03-12 | 1201         |
| 카트먼은 편도선 수술 중, 사고로 HIV에 감염되고, 아무도 AIDS 치료에는 관심이 없다는 사실을 알게 된다. |                              |            |              |
| 169 | "Britney's New Look"         | 2008-03-19 | 1202         |
| 소년들은 브리트니 스피어스의 사생활을 담은 사진을 찍어 돈을 벌려고 한다. |                              |            |              |
| 170 | "Major Boobage"              | 2008-03-26 | 1203         |
| 케니는 고양이를 이용해 환각 상태에 빠진다. 이를 막기 위해 마을에서는 고양이 소유를 법으로 금지한다. 한편 카트먼은 미스터 키티를 지키기 위해 다락에 숨긴다.                                                                                |                              |            |              |
| 171 | "Canada on Strike"           | 2008-04-02 | 1204         |
| 언제나 놀림 받는 것에 분개한 캐나다 사람들은 세계 캐나다인 모임(World Canadian Bureau) 회장의 선동으로, 전 세계를 상대로 파업을 시작한다.                                                                                                 |                              |            |              |
| 172 | "Eek, A Penis!"              | 2008-04-09 | 1205         |
| 게리슨은 다시 남성이 될 방법을 찾아나선다. 한편 카트먼은 게리슨이 없는 사이 임시 교사직을 맡는다. |                              |            |              |
| 173 | "Over Logging"               | 2008-04-16 | 1206         |
| 어느 날 아침, 사우스 파크 전체의 인터넷 연결이 끊긴다. 랜디는 캘리포니아의 어디에선가 인터넷이 된다는 소문을 듣고, 가족들과 함께 캘리포니아로 향한다.                                                                                     |                              |            |              |
| 174 | "Super Fun Time"             | 2008-04-23 | 1207         |
| 아이들은 현장 학습 시간에 "개척자 마을"을 방문한다. 카트먼은 버터스와 함께 대형 오락실로 땡땡이를 친다. |                              |            |              |
| 175 | "The China Probrem"          | 2008-10-08 | 1208         |
| 미국인들이 최근에 벌어진 일련의 비극적인 사태로 고통을 받고 있는 동안, 카트먼은 홀로 중국인들에 대항해야만 한다. |                              |            |              |
| 176 | "Breast Cancer Show Ever"    | 2008-10-15 | 1209         |
| 웬디는 카트먼이 자신을 비웃는 것에 화가 나 카트먼을 흠씬 두들겨 패주기로 마음먹는다. 카트먼은 겁에 질려 웬디와의 싸움을 피하기 위해 노력하면서도 다른 아이들 앞에서는 계속해서 웬디를 비웃는다.                                           |                              |            |              |
| 177 | "Pandemic"                   | 2008-10-22 | 1210         |
| 세계에 넘쳐나는 페루인 플룻 밴드를 보고, 아이들은 크레이그를 꾀어 함께 페루인 플룻 밴드를 결성한다. |                              |            |              |
| 178 | "Pandemic 2 - The Startling" | 2008-10-29 | 1211         |
| 아이들은 안데스산맥에서 길을 잃고 헤매던 중 거대한 기니피그들이 사람들을 습격한 이유를 알게 된다. 한편 랜디는 마을이 기니피그로 인해 쑥대밭이 되어가는 장면을 열심히 촬영한다.                                                            |                              |            |              |
| 179 | "About Last Night..."        | 2008-11-05 | 1212         |
| 미국 대통령 선거가 끝난 직후 버락 오바마는 주위 사람 모두를 물린 후 홀로 휴식을 취한다. 한편 사우스 파크는 길거리를 차지하고 시끌벅적한 축제를 즐기는 오바마 지지자와 참호로 피신하려고 하는 메케인 지지자로 나뉘어 한바탕 혼란에 빠진다. |                              |            |              |
| 180 | "Elementary School Musical"  | 2008-11-12 | 1213         |
| 스탠, 카일, 카트먼, 케니는 자신들을 뺀 사우스 파크 초등학교의 모든 아이들이 영화 하이스쿨 뮤지컬을 따라하는 것을 보고 놀란다. 스탠은 유행에 따라가지 않다 웬디와 헤어질까봐 염려한다.                                                     |                              |            |              |
| 181 | "The Ungroundable"           | 2008-11-19 | 1214         |
| 사우스 파크 초등학교에 뱀파이어를 따라하는 것이 유행처럼 번진다. 고스 키즈(Goth Kids)는 "뱀파이어 키즈"(Vampire Kids)와 자신들이 다르다는 것을 알리려고 하지만 일은 잘 풀리지 않는다.                                                     |                              |            |              |

### 시즌 13 (2009)
| 방영순서 | 제목                    | 본방송일자       | 에피소드번호 |
| --- | ----------------------- | ---------------- | ------------ |
| 182 | "The Ring"              | 2009년 3월 11일  | 1301         |
| 케니는 새 여자친구와 함께 조나스 브라더스 콘서트를 보러간다.그 곳에서 받은 순결반지로 인해 케니의 계획이 꼬이기 시작한다.                                       |                         |                  |              |
| 183 | "The Coon"              | 2009년 3월 18일  | 1302         |
| 카트먼은 쿤이라는 이름의 영웅을 자처하며 도시를 수호하려 애쓴다. 하지만 라이벌 영웅인 미스테리온에게 질투심을 느껴 그를 없애려 한다.                            |                         |                  |              |
| 184 | "Margaritaville"        | 2009년 3월 25일  | 1303         |
| 경제위기를 극복할 방법을 찾아해메는 사람들에게 랜디와 카일은 각각 다른 방법을 제시한다. 한편 스탠은 믹서기를 환불받기 위해 불철주야한다.                        |                         |                  |              |
| 185 | "Eat, Pray, Queef"      | 2009년 4월 1일   | 1304         |
| 테렌스와 필립은 "The Queef Sisters"라는 새 TV 프로그램에 의해 일자리를 잃는다. 한편 사우스 파크는 Queef로 인해 남녀간에 갈등이 커지기 시작한다.                 |                         |                  |              |
| 186 | "Fishstick"             | 2009년 4월 8일   | 1305         |
| 지미가 새로 만든 농담이 전국적으로 유행하지만 카트먼이 만든 것처럼 되어버린다. 한편 카니예 웨스트는 이 농담을 이해하지 못하고 농담을 만든 이를 찾아 없애려한다. |                         |                  |              |
| 187 | "Pinewood Derby"        | 2009년 4월 15일  | 1306         |
| 랜디는 pinewood derby에서 스탠의 derby car에 지정된 키트 이외의 다른 부품을 사용한다. 이 때문에 우주로 날아간 derby car를 외계인이 발견한다.                    |                         |                  |              |
| 188 | "Fatbeard"              | 2009년 4월 22일  | 1307         |
| 카트먼은 버터스, 클라이드, 케빈, 아이크와 함께 해적이 되기 위하여 소말리아로 떠난다.                                                                            |                         |                  |              |
| 189 | "Dead Celebrities"      | 2009년 10월 7일  | 1308         |
| 아이크가 유령을 보며 고통을 받고 있는 것을 본 카일은 유령을 퇴치하기 위해 유령 전문가들에게 도움을 청한다.                                                      |                         |                  |              |
| 190 | "Butters' Bottom Bitch" | 2009년 10월 14일 | 1309         |
| 버터스는 키스 회사를 만들어 큰 돈을 번다. 한편 사우스 파크 경찰은 매춘을 본격 단속하기 시작한다.                                                                |                         |                  |              |
| 191 | "W.T.F."                | 2009년 10월 21일 | 1310         |
| 프로레슬링 경기를 보고온 아이들은 마을에서 직접 각본을 만든 레슬링을 시작한다.                                                                                  |                         |                  |              |
| 192 | "Whale Whores"          | 2009년 10월 28일 | 1311         |
| 스탠은 고래를 학살하는 일본인들을 막기 위해 동분서주한다. |                         |                  |              |
| 193 | "The F Word"            | 2009년 11월 4일  | 1312         |
| 아이들은 시끄러운 폭주족들을 마을에서 쫓아내기 위한 방법을 모색한다.                                                                                            |                         |                  |              |
| 194 | "Dances with Smurfs"    | 2009년 11월 11일 | 1313         |
| 카트먼은 사우스 파크 초등학교의 아침방송을 맡게 되는데, 카트먼은 이를 이용해 전교회장인 웬디를 몰아내기 위한 모략을 펼친다.                                     |                         |                  |              |
| 195 | "Pee"                   | 2009년 11월 18일 | 1314         |
| 수영장에 놀러간 아이들은 오줌 재앙으로 인해 고립된다. |                         |                  |              |

### 시즌 23 (2019)
| 방영순서 | 제목                              | 본방송일자       | 에피소드번호 |
| --- | --------------------------------- | ---------------- | ------------ |
| 298 | "Mexican Joker"                   | 2019년 9월 29일  | 2301         |
| 진정성 농장의 주문이 왜 자꾸 줄어드는 걸까? 직접 판매에 나선 후 그 이유를 알게 된 랜디. 카트먼은 이민 세관 집행국 요원 덕에 아이디어를 얻는다.  |                                   |                  |              |
| 299 | "Band in China"                   | 2019년 10월 2일  | 2302         |
| 랜디가 진정성 농장의 사업 확장을 위해 중국으로 날아간다. 한편 스탠은 케니, 버터스, 지미와 함께 밴드를 결성하고.                                 |                                   |                  |              |
| 300 | "Shots!!!"                        | 2019년 10월 9일  | 2303         |
| 학교에 다니려면 예방 접종을 해야 하건만, 주삿바늘을 죽어라 피해 다니는 카트먼. 랜디는 매출 30만 달러를 돌파한 기념으로 축하 자리를 마련한다.    |                                   |                  |              |
| 301 | "Let Them Eat Goo"                | 2019년 10월 16일 | 2304         |
| 학교 식당 메뉴가 건강한 음식으로 바뀌자 카트먼이 분노로 쓰러진다. 랜디는 진정성 농장을 구할 수 있을지도 모를 아이디어를 떠올린다.               |                                   |                  |              |
| 302 | "Tegridy Farms Halloween Special" | 2019년 10월 30일 | 2305         |
| 셸리가 마리화나를 싫어하니 어떡하지? 딸의 인식을 바꾸려고 별짓을 다 하는 랜디. 버터스는 박물관의 이집트 유물 전시회에서 색다른 미라를 발견한다. |                                   |                  |              |
| 303 | "Season Finale"                   | 2019년 11월 6일  | 2306         |
| 곤경에 처해 변호사가 절실히 필요한 랜디는 대통령에게 큰 부탁을 한다. 한편 뺑소니로 아들을 잃어 슬픔에 빠진 화이트 부부.                         |                                   |                  |              |
| 304 | "Board Girls"                     | 2019년 11월 13일 | 2307         |
| '센 여자 대회'에 나가는 교감. 다이스 스터즈 게이머 클럽의 카트먼과 남자애들은 두 여학생이 합류하자 기분이 영 언짢다.                            |                                   |                  |              |
| 305 | "Turd Burglars"                   | 2019년 11월 27일 | 2308         |
| 카일의 엄마가 심한 병에 걸렸다가 대변 이식 덕에 말끔하게 낫는다. 쌩쌩하게 돌아온 그녀의 모습에 다들 이 시술을 받으려 하는데!                    |                                   |                  |              |
| 306 | "Basic Cable"                     | 2019년 12월 4일  | 2309         |
| 당뇨병 환자라는 공통점 때문에 어떤 여자애한테 반한 스콧 맬킨슨. 멋진 모습을 보여주기 위해 스트리밍 서비스 계정을 얻으러 나선다.                 |                                   |                  |              |
| 307 | "Christmas Snow"                  | 2019년 12월 11일 | 2310         |
| 연말연시에 주류 판매가 금지되다니. 시무룩한 주민들이 오랜 친구에게 모든 희망을 건다. 랜디의 마리화나라면 연말 기분을 낼 수 있을 거야!           |                                   |                  |              |

### 스페셜 (2020-21)
| 방영순서 | 제목                             | 본방송일자      |
| --- | -------------------------------- | --------------- |
| 308 | "The Pandemic Special"           | 2020년 9월 30일 |
| 학교의 봉쇄령과 함께 버터스는 모든 것이 정상으로 돌아오지 못한다는 것을 알고 당황한다.                                                                           |                                  |                 |
| 309 | "South ParQ Vaccination Special" | 2021년 3월 10일 |
| 코로나19 백신으로 인해서 사우스 파크(South ParQ)의 시민들은 소란스러워진 가운데, 우스꽝스러운 새 무장 조직이 선생에게 예방 접종을 하려는 그들을 막으려 시도한다. |                                  |                 |

## 파일럿
| #                                                                                                | 제목                                         | 제작년도 |
| ------------------------------------------------------------------------------------------------ | -------------------------------------------- | -------- |
| 1                                                                                                | "The Spirit of Christmas (Jesus vs. Frosty)" | 1992     |
| 소년들이 만든 눈사람이 살아 움직이기 시작했다. 하지만 눈사람은 악마로 돌변한다.                  |                                              |          |
| 2                                                                                                | "The Spirit of Christmas (Jesus vs. Santa)"  | 1995     |
| 예수가 원한을 갚기 위해 천국으로부터 내려와 소년들에게 산타가 있는 가게로 안내해달라고 부탁한다. |                                              |          |

## 참고 자료
- southparkstudios.com의 공식 에피소드 가이드.
  - 시즌 1 보관됨 2009-12-16 - 웨이백 머신, 2 보관됨 2009-03-16 - 웨이백 머신, 3 보관됨 2009-03-16 - 웨이백 머신, 4 보관됨 2009-03-18 - 웨이백 머신, 5 보관됨 2009-03-16 - 웨이백 머신, 6 보관됨 2008-05-06 - 웨이백 머신, 7 보관됨 2009-08-23 - 웨이백 머신, 8 보관됨 2009-09-04 - 웨이백 머신, 9 보관됨 2009-03-18 - 웨이백 머신, 10 보관됨 2009-03-16 - 웨이백 머신, 11 보관됨 2009-03-18 - 웨이백 머신, 12 보관됨 2009-03-18 - 웨이백 머신
- epguides.com의 에피소드 가이드
- 미국(Region 1) DVD 발매일 tvshowsondvd.com
- 유럽(Region 2) DVD 발매일[깨진 링크(과거 내용 찾기)] amazon.co.uk